# Assynt-Terran
Das Assynt-Terran ist ein Kleinterran des Hebriden-Terrans im Nordwesten Schottlands. Die Alter seiner Gesteine reichen bis maximal 3030 Millionen Jahre ins Mesoarchaikum zurück.

## Etymologie
Der Name Assynt wird im Schottisch-Gälischen als asainn wiedergegeben. Seine Herkunft ist aber nicht eindeutig. Angeblich soll er aus dem Altnorwegischen asa-ende hergeleitet sein und „Ende des Rückens“ bedeuten. Das norwegische Zeitwort asa bedeutet „aufsteigen, anschwellen“ und das männliche Substantiv ende eben ein „Ende“. Eine andere Theorie bedient sich der dämonengleichen Sagengestalt Ass-Unt („Unfrieden“), der seinen Bruder Unt („Frieden“) im Kampfe besiegte. Die Kirchengemeinde wurde sodann nach dem Sieger benannt.

## Geographische Ausbreitung

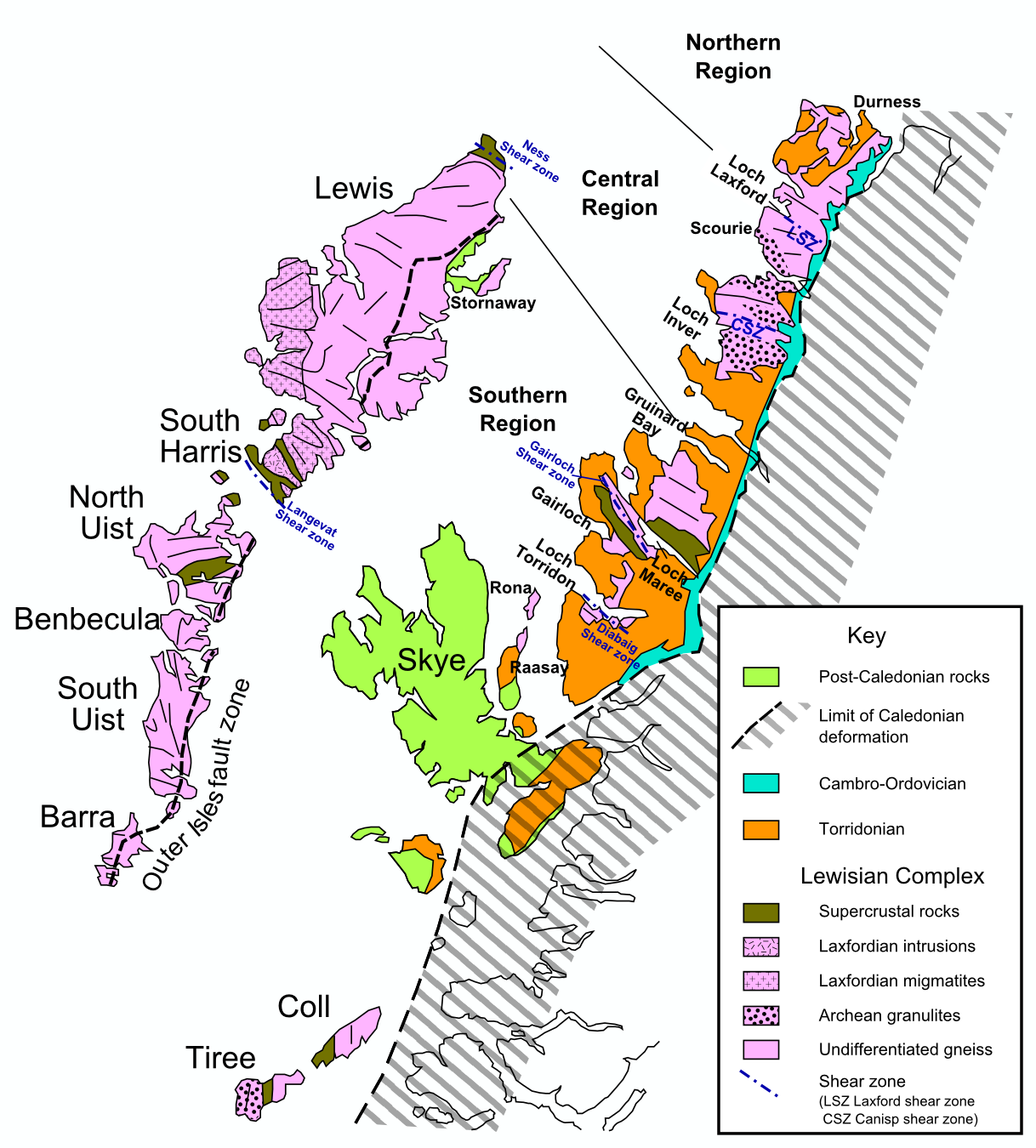
Geologische Karte des Hebriden-Terrans, das Assynt-Terran ist als Central Region ausgewiesen

Das Assynt-Terran, oft auch als Central Region bezeichnet, grenzt im Norden (im Norden der Foindle Zone der Laxford-Scherzone) an das Rhiconich-Terran und im Nordwesten an den Atlantik. Seine Südwestbegrenzung bildet die Gruinard Bay und der Little Loch Broom. Oft wird aber diese Begrenzung noch weiter südlich bis an die Nordwestgrenze der Loch Maree Group oder sogar noch bis an die Gairloch-Scherzone gelegt.
Kinny und Kollegen (2005) schränken die Südausdehnung des Terrans jedoch wesentlich weiter ein, bei ihnen liegt die Südwestgrenze des Assynt-Terrans bereits an der Strathan Line zwischen Inverkirkaig und Ledmore südlich des Suilvens. Wie dem auch sei, weiter im Süden folgt sodann das Gruinard-Terran. Auf seiner Ostseite wird das Assynt-Terran von der Moine Thrust Zone begrenzt. Hier überschiebt die Moine Supergroup das Grundgebirge des Lewisians mit seinen diskordant auflagernden kambrischen Sedimenten. Die Nordnordost-Südsüdwest-Längserstreckung des Kleinterrans beträgt somit je nach gewählter Südwestbegrenzung minimal 43, zwischen 55 bis maximal 70, oder sogar bis 85 Kilometer, in seiner Breite misst es 20 bis maximal 25 Kilometer.

## Einführung
Das Assynt-Terran ist der zentrale Abschnitt des Lewisians (Englisch Lewisian Gneiss Complex oder abgekürzt LGC) im Nordwesten Schottlands. Es fundiert zum Großteil auf neoarchaischer Kruste (mit mesoarchaischen Reliktaltern), die im Verlauf der Entstehung des Superkontinents Nuna während des Paläoproterozoikums mehrfach wiederaufgearbeitet wurde.
Die lewisischen Gneise des schottischen Festlandes zeigen eine Dreiergliederung mit einem granulitfaziellen Zentralbereich – dem Assynt-Terran – und einem etwas schwächer metamorphen, amphibolitfaziellen Nord- und Südbereich. Die Abtrennung der einzelnen Bereiche voneinander erfolgt durch Scherzonen, die die gesamte Kruste durchschneiden.

## Geologischer Aufbau

### Lewisian
Das polymetamorphe Grundgebirge des Assynt-Terrans baut sich geologisch aus grauen, gebänderten Gneisen tonalitischer, trondhjemitischer bis granodioritischer Zusammensetzung auf – den so genannten TTG-Gneisen des Lewisians, oft auch als Scourian (engl. Scourian gneisses) oder auch als Eddrachillis gneisses bezeichnet. Auch Gneise dioritischer Zusammensetzung sind bekannt. Es handelt sich hier um hochgradig-metamorphe Orthogneise eines typischen granulitischen Gneis-Terrans des ausgehenden Archaikums. Etwa 75 bis 80 % dieses Scourians sind gebänderte Graugneise von saurer bis intermediärer chemischer Zusammensetzung.
Die TTG-Gneise können örtlich sehr inhomogene Lithologien an den Tag legen und deutlich abgesonderte, bis nahezu einen Kilometer mächtige Einheiten (Enklaven oder Einschlüsse) mit mafischer bis ultramafischer Zusammensetzung enthalten – die so genannten Eanruig supracrustal rocks. Viele der Einschlüsse sind Bereiche niedrigen Verformungsgrades und gelegentlich lassen sich in ihnen sogar noch reliktuelle magmatische Strukturen wie Kumulate erkennen, obwohl jetzt metamorphe Mineralien vorliegen – in Mafiten beispielsweise Ortho- und Klinopyroxene, Plagioklas und Granat. Die Eanruig supracrustals sind rund 2.950 Millionen Jahre alt.
Metasedimente in den Eanruig supracrustals (Quarzite und Schiefer) und Metavulkanite (feinkörnige, gebänderte Amphibolite) sind sehr selten anzutreffen. Wenn vorhanden, dann stehen sie in Assoziation mit mafischen, ultramafischen und anorthositischen Streifen, deren reliktuelle Mineralbänderung auf Layered Intrusions hindeutet. Die ehemaligen Metasedimente liegen jetzt als Quarz-Feldspat-Gneise vor, welche sehr reich an Granat und Biotit sind. Hinzutreten können Disthen, Sillimanit, Staurolith und Korund. Die suprakrustalen Gesteine können aber auch aluminöse Lithologien, Kalksilikate und sogar Bändereisenerze enthalten. Sie sind ebenfalls granulitfaziell metamorphosiert.
Weitere suprakrustale Gesteine sind die Claisfearn supracrustal rocks. Diese vormals als Brown Schists bekannten Metasedimente treten bei Tarbet auf, unmittelbar südlich der Laxford-Scherzone. Ihre detritischen Zirkonalter reichen bis 2500 Millionen Jahre herab. Im Gegensatz zu den Eanruig supracrustal rocks wurden sie nicht aufgeschmolzen. Ihre Ablagerung erfolgte somit nach dem Badcallian.
Ausgangsgesteine (Protolithe) der TTG-Gneise waren saure Plutonite, die zwischen 3.030 und 2.960 Millionen Jahren aufgedrungen waren (Hochpräzisionsaltersbestimmungen mittels der Uran-Blei- und der Samarium-Neodym-Methode). Sie sind somit bedeutend älter als die Inchard-Gneise (bzw. Laxford-Gneise) des Rhiconich-Terrans, die mit 2840 bis 2800 Millionen Jahren datiert wurden. Partielle Schmelzen von Trondhjemiten wurden an der Badcall Bay mit 2.750 Millionen Jahren datiert. Diese Anatexis war wahrscheinlich mit der hochgradigen Metamorphose und der intensiven Deformation (Isoklinalfaltenbau) während des Badcallians assoziiert.
Bedingt durch die intensive Deformation ist es nahezu unmöglich, die mittlerweile zerscherten und rotierten, ursprünglichen Lagerungsverhältnisse in den Graugneisen zu rekonstruieren. Dennoch sieht es ganz danach aus, dass die mafischen und ultramafischen Gesteine von den plutonischen Protolithen der Graugneise intrudiert worden waren.

## Geochemie
Die geochemische Zusammensetzung der Mafite und Ultramafite ist modernen tholeiitischen Basalten sehr ähnlich. Ihre Assoziation mit Metasedimenten lässt womöglich auf die Gegenwart Ozeanischer Krustenfragmente schließen. Die Graugneise hingegen geben geochemisch zu erkennen, dass ihre TTG-Protolithe womöglich als Magmen an Subduktionszonen entstanden waren. Die Magmen entstammen hierbei einer partiellen Aufschmelzung ozeanischer Kruste und/oder Oberen Mantels (generelles krustales Wiederaufschmelzen). Alles deutet hierbei auf eine aktive Kontinentalrandlage mit einem auf ozeanischer Kruste aufsitzenden Inselbogen.

## Geodynamik

### Badcallian
Die Grundgebirgsgesteine wurden sodann während des Badcallians verformt und granulitfaziell metamorphosiert. Das Alter dieses Ereignisses ist bisher nicht genau festgelegt. Das ältere Datum von zirka 2760 Millionen Jahren findet hierbei mehr Zuspruch als das jüngere Datum von 2490 bis 2480 Millionen Jahren. In dieser hochgradigen Metamorphose wurden die TTG-Ausgangsgesteine des Scourians isoklinal verfaltet und es entstand eine flachliegende Bänderung im Zentimeterbereich. Durch die granulitfaziellen Bedingungen entstanden Mineralvergesellschaftungen von Orthopyroxen, Quarz und Feldspat. Die Metamorphosebedingungen lagen temperaturmäßig zwischen 950 und 1000 °C, die Drucke variierten zwischen 1,1 und 1,5 GPa – was einem Tiefenbereich von 35 bis 50 Kilometer entspricht (Unterkruste). Geochemisch sind die Gesteine stark an den Elementen Uran, Rubidium, Thorium und Kalium abgereichert, was wahrscheinlich auf eine weitreichende Anatexis in der Unterkruste zurückzuführen ist. Im Vergleich zum Rhiconich-Terran ist das Verhältnis K/Rb sehr hoch. Es wird angenommen, dass die geochemischen Unterschiede in den Terranen primär magmatischer und nicht metamorpher Natur sind. Die abgereicherte Signatur ist typisch für viele Grundgebirgskomplexe.
Die Granulitfazies kann nur bis südlich der Gruinard Bay verfolgt werden. Ihr Fehlen im Südabschnitt des Terrans ist entweder mit einer späteren Regression oder mit der Amphibolitfazies eines benachbarten, höherliegenden Stockwerks zu erklären. Die tektonischen Ursachen des Badcallians sind unsicher. Eine Erklärungsmöglichkeit liegt in der Kollision mit einem anderen vulkanischen Inselbogenterran entlang einer Subduktionszone. Es ist gut denkbar, dass das jetzt aufgeschlossene Scourian nur den Zentralteil der Kollisionszone repräsentiert, in welchem es zu intensiver Zerscherung und Krustenverspleißung gekommen war.

### Inverian
Dieses letztere, um 2500 Millionen Jahre situierte Datum, ist möglicherweise auch mit dem darauffolgenden Metamorphoseereignis des Inverians (2490 bis 2400 Millionen Jahre) identisch. Das Inverian war mit rund 600 °C bereits wesentlich niedriger temperiert als das Badcallian. Während des Inverians entstanden breite, teils steilstehende, rechtsverschiebende Scherzonen. Die Ursache hierfür lag eventuell in einem erneuten, schräg erfolgenden Zusammenstoss der einzelnen Krustenblöcke untereinander. Die Bewegung in den Scherzonen erfolgte aber nicht nur dextral seitenverschiebend, sondern hatte auch gleichzeitig eine aufschiebende Komponente. Es wird angenommen, dass die einzelnen Scherzonen (nordaufschiebend im Nordabschnitt und südaufschiebend im Südabschnitt) in einer großen subkrustalen, leicht gen Süden aufschiebenden, duktilen Zone zusammenliefen. In den Scherzonen kam es zu amphibolitfazieller Regression. Durch den Einstrom von Wasser wurden die Pyroxene mit wasserhaltigen Mineralphasen wie Biotit und Hornblende ersetzt.
Das Inverian ist auch im Gruinard-Terran gegenwärtig – was darauf schließen lässt, dass beide Terrane zu diesem Zeitpunkt bereits entlang der Strathan Line in Kontakt standen.

### Scourie dykes

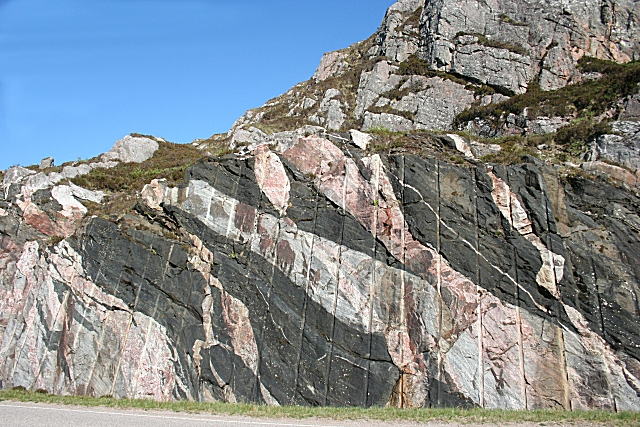
Jetzt als Amphibolitschiefer vorliegende Scourie dykes durchschneiden Graugneise. Beide Einheiten wurden während des Laxfordians tektonisiert und später von Rubha-Ruadh-Granitadern durchsetzt. Straßenaufschluss an der A 838 nördlich von Laxford Bridge am Nordrand des Assynt-Terrans.

Auf diese beiden tektonometamorphen Ereignisse folgte gegen 2418 bis 2375 Millionen Jahre die Gangschwarmintrusion der Scourie dykes. Diese unter Dehnung erfolgten Gangintrusionen sind insofern von großer Bedeutung, da sie einen bedeutenden Zeitmarker liefern, welcher die Evolution der Gneisterrane in ein Vor-Scourian und in ein Nach-Scourian unterteilen lässt. Die Dehnung  steht im Zusammenhang mit dem Aufbrechen eines spätarchaischen Superkontinents, der sich zwischen 2600 und 2500 Millionen Jahren gebildet hatte. Für die Krustendehnung wird gewöhnlich der Zeitraum 2400 bis 2000 Millionen Jahre angegeben, an deren Ende sogar noch eine zweite Generation von Scourie dykes zwischen 2000 und 1900 Millionen Jahren eindrang.
Bekannte Gänge sind der 2400 Millionen Jahre alte Beannach dyke (ein Bronzit-Pikrit), der 2000 Millionen Jahre alte Strathan dyke (ein Olivin-Gabbro), sowie der Badnaban dyke und der Rhegreanoch dyke, die beide 2400 Millionen Jahre alt sind.

### Inselbogenmagmatismus
Um 1880 Millionen Jahre registrierte das Assynt-Terran Inselbogenmagmatismus.

### Laxfordian
Die letzte, mit 630 bis 530 °C recht niedrig temperierte, niedrig-amphibolitfazielle bis hoch-grünschieferfazielle Metamorphose des Laxfordians fand schließlich zwischen 1790 und 1670 Millionen Jahren statt (mit Schwerpunkten bei 1740 und 1700 Millionen Jahren). Das Alter von 1740 Millionen Jahren für dieses Ereignis beruht auf neugebildetem Sphen, der parallel zum entstehenden amphibolitischen Gefüge wuchs. Argon/Argon-Abkühlungsalter an Hornblende erbrachten 1705 Millionen Jahre, eine Rutildatierung aus einem Scourie dyke mittels U-Pb ergab 1700 Millionen Jahre.
Das Laxfordian manifestiert sich auch im Rhiconich-Terran. Es wird daher angenommen, dass beide Terrane als Resultat der Scherbewegungen an der Laxford-Scherzone zu diesem Zeitpunkt (oder möglicherweise auch etwas früher) verschweißt wurden. Als Erklärung der tektonischen Strukturen in der Scherzone wird ein schräges, transpressives Andocken der granulitfaziellen Gneise des Assynt-Terrans von Südsüdost angenommen.

### Somerledian
Wie auch im Rhiconich-Terran kam es im Assynt-Terran um 1670 Millionen Jahre zu einer weiteren Metamorphose-Überprägung – dem Somerledian. Die Metamorphose war amphibolitfaziell und die mit der Uran-Blei-Methode ermittelten Metamorphosealter stammen aus einer späten Generation von Sphen und Rutil.

### Foliation
Die Foliation der Gneise liegt generell flach mit mäßigem Einfallen nach West oder Nordwest, ihre Streichrichtung variiert leicht um die Südost-Nordwestrichtung. Hierin eingeschlossen finden sich zwischen den Folia seltene Fältelungen (engl. intrafolial folds) einer vorangegangenen Foliation. Zahlreiche Knäuel, Linsen und dünne Lagen mafischen Materials, die parallel zur Foliation ausgedünnt und gestreckt wurden, legen nahe, dass die Foliation aus einer sehr hohen Verformungsrate resultierte. Sie wird generell dem Badcallian zugeordnet. Außerdem zeigen nur schlecht erhaltene Korngefügelineare nach Westen oder Nordwesten.
Mit Annäherung an die Terrangrenze im Norden versteilt sich jedoch die ansonst recht flache Foliation auf senkrechtstehend, so dass ein deutlicher Faltenbau entstand, welcher jedoch jetzt Inverian-Alter aufweist. Es wird angenommen, dass diese Struktur durch eine inverse, aufschiebende Scherzone verursacht wurde. Die strukturelle Komplikation hat beispielsweise im Nordwestabschnitt des Terrans ein deutliches Umbiegen der Foliation in die Nordost-Südwestrichung bewirkt.

### Scherzonen
Das Assynt-Terran wird von mehreren, teils steilstehenden Scherzonen durchzogen, welche entweder Ostsüdost, Südost oder Südsüdost streichen und die gesamte Kruste durchschlagen. Die Nordbegrenzung zum Rhiconich-Terran wird durch die Südost-streichende Laxford-Scherzone (Englisch Laxford Shear Zone oder abgekürzt LSZ) gebildet. Etwa 25 Kilometer weiter südlich folgt die Ostsüdost-streichende Canisp-Scherzone (engl. Canisp Shear Zone oder abgekürzt CSZ). Weitere 40 Kilometer gen Süden verläuft die Südost-streichende Gruinard-Scherzone (engl. Gruinard Shear Zone oder abgekürzt GSZ), die manchmal als Südgrenze des Assynt-Terrans aufgefasst wird. Eine extreme Interpretation sieht in der südsüdost-streichenden Gairloch-Scherzone (engl. Gairloch Shear Zone oder abgekürzt GaSZ) die Südgrenze des Terrans. Die Gairloch-Scherzone liegt 15 bis 20 Kilometer südlich der Gruinard-Scherzone und stellt somit die ultimative Südbegrenzung zum Gruinard-Terran dar.
Die eigentliche Laxford-Scherzone am Nordrand des Terrans wird zwischen 1,5 und 3,5 Kilometer breit. Auf ihrer Nordseite wird sie von einer bis zu 3 Kilometer mächtigen Zone mit Schichtgraniten (den 1855 Millionen Jahre alten Rubha-Ruadh-Graniten) begleitet, welche steil nach Südwesten einfallen. Die eigentliche Laxford-Scherzone ist intensiv verformt. In ihrem Norden hat sich ein Nordost-vergentes Antiklinorium herausgebildet, das im Süden von einem kleineren Synklinorium abgeschlossen wird. Eingeschlossene Scourie dykes sind in der Scherzone ebenfalls sehr stark verformt.
Die Canisp-Scherzone etwas nördlich von Lochinver ist etwa 1,5 Kilometer breit und zeigt dextralen (rechtshändigen) Schersinn, der auf eine Transpression zurückzuführen ist. Sie wurde intensiv duktil verformt und amphibolifaziell retrogradiert. Die Scherzone war während des Inverians angelegt worden und wurde dann während des Laxfordians reaktiviert.
Die Gruinard-Scherzone und die Gairloch-Scherzone im Süden des Terrans überschieben beide in die entgegengesetzte südliche Richtung.

## Sedimentäre Auflage

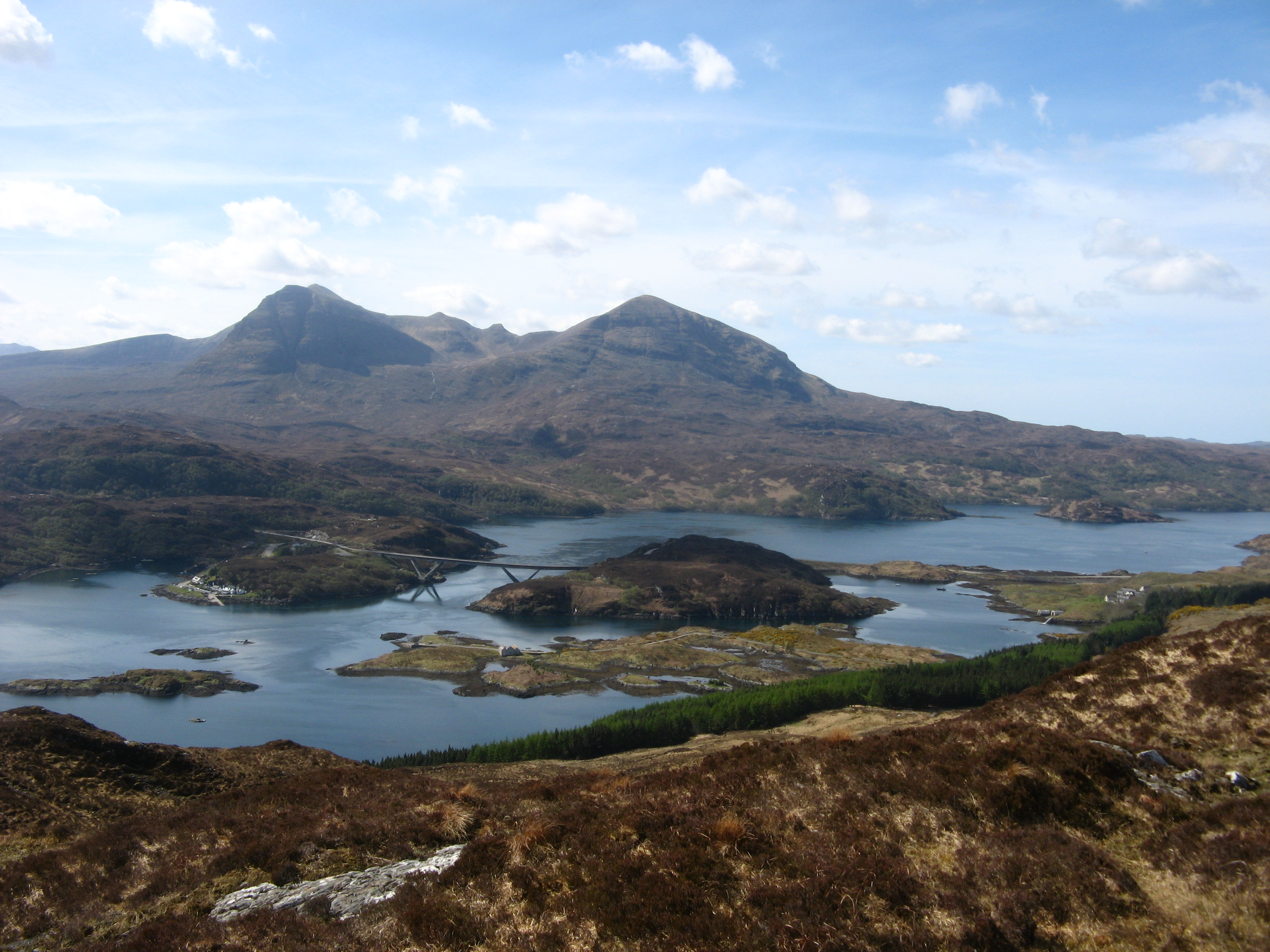
Blick nach Südwesten über die Kylesku Bridge zum Quinag, der die Geologie des Assynt-Terrans beispielhaft repräsentiert

Nach dem Laxfordian vergingen nahezu 500 Millionen Jahre, in denen das polymetamorphe Grundgebirge zu einer Plateaulandschaft eingeebnet wurde, aus welcher eine Abfolge von denudierten Felsrücken und niedrigen Hügeln aufragte. Dieser Landschaftstypus wird wegen der vielen kleinen, eingelagerten Seen als cnoc-and-lochan-scenery bezeichnet. Über diese Plateaulandschaft legten sich diskordant ab rund 1200 Millionen Jahren nahezu flachliegende Sedimente der Torridonian Supergroup. Diese mesoproterozoischen und neoproterozoischen Sedimente bauen viele der spektakulären Berge in den Northwest Highlands auf. Charakteristische Landschaftsformen dieser Residualformen sind terrassierte Hänge, Steilabbrüche mit enormen Pfeilern und Nadeln, die alle insbesondere während der letzten Kaltzeit herauserodiert wurden.

### Stoer Group
Die Torridonian Supergroup setzt mit der Stoer Group ein. Diese etwas weniger als 2.000 Meter mächtige Gruppe besteht vorwiegend aus roten Sandsteinen und Tonsteinen, in die sich ein vulkaniklastisches Member – das Stac-Fada-Member – einschaltet. Die mesoproterozoische Stoer Group bleibt auf ein relativ kleines Band an der Stoer-Halbinsel und südlich der Enard Bay beschränkt.

### Torridon Group
Die nachfolgende Torridon Group setzt sich von der unterlagernden Stoer Group durch eine markante Winkeldiskordanz ab, die an mehreren Stellen sehr schön einzusehen ist. Paläomagnetische Studien legen nahe, dass Schottland im Zeitraum zwischen der Ablagerung der beiden Gruppen um nahezu 40° nach Süden gedriftet war. Die Winkeldiskordanz entspricht somit einer beträchtlichen Zeitspanne der Nichtablagerung und Erosion.
Die 5.000 bis 6.000 Meter mächtige Torridon Group wurde ab 995 Millionen Jahren abgelagert. Sie kann in vier Formationen unterteilt werden (vom Hangenden zum Liegenden):
- Cailleach-Head-Formation
- Aultbea-Formation
- Applecross-Formation
- Diabaig-Formation

#### Diabaig-Formation
Die Winkeldiskordanz an der Basis der Diabaig-Formation hat eine „fossile“ proterozoische Landschaft präserviert. Oft tritt hierbei ein spektakuläres Relief zutage, das beispielsweise auf der Nordseite des Quinags einen 200 Meter hohen Rücken des Lewisians überdeckt. Diese topographischen Unterschiede wurden von der Diabaig-Formation ausgefüllt und begradigt. Die Diabaig-Formation zeigt Mächtigkeitsunterschiede von wenigen Metern bis gut hundert Meter. Sie besteht aus Brekzien, Konglomeraten, tafelartig-geschichteten Sandsteinen und Tonsteinen. Die Klasten innerhalb der Brekzien und Konglomerate setzen sich aus Gneisen des Lewisians und aus Sandsteinen der Stoer Group zusammen.

#### Applecross-Formation
Die auf die Diabaig-Formation folgende Applecross-Formation wird 3.000 Meter, ja sogar bis 4.500 Meter mächtig und bildet im Assynt-Terran beeindruckende Bergstöcke wie den Suilven oder den Quinag. Lithologisch baut sich die Formation hauptsächlich aus dunkelroten, schräggeschichteten, überwiegend grobkörnigen Arkosesandsteinen auf, welche gelegentliche konglomeratische Zwischenlagen aufweisen. Es sind sowohl Trogschrägschichtung als auch planare Schrägschichtung zugegen. Die Paläoströmungsrichtung der Sedimente zeigt im Wesentlichen nach Südost. Verformungen des unverfestigten Sediments sind recht häufig, so zum Beispiel übersteilte Schrägschichtungen, Rutschfalten (engl. slump folds) und Entwässerungsstrukturen. Die Geröllfraktion der Konglomerate enthält Gangquarze, (teils Turmalin-führende) Quarzite, Jaspis, Chert und porphyrische Rhyolithe.

#### Aultbea-Formation
Die Aultbea-Formation liegt konform auf der Applecross-Formation und wird rund 2.000 Meter mächtig. Sie besteht aus roten, fein- bis mittelkörnigen Sandsteinen, enthält aber im Unterschied zur Applecross-Formation keine Gerölle, dafür jedoch graue Schiefertone. Auch sie enthält Verformungen des unverfestigten Sediments wie beispielsweise Wickelschichtung (engl. contorted bedding). Ihre Paläoströmungsrichtung ähnelt der Applecross-Formation und zeigt ebenfalls gen Südost.

#### Caillach-Head-Formation
Die Caillach-Head-Formation ist nur auf die Umgebung des Caillach Heads beschränkt, sie fehlt ansonst. Lithologisch wird sie aus Zyklothemen von grauen Schiefertonen und roten Sandsteinen aufgebaut, welche sich ins Hangende vergröbern und auf fluviatile und lakustrine Prozesse hinweisen.

### Ardvreck Group

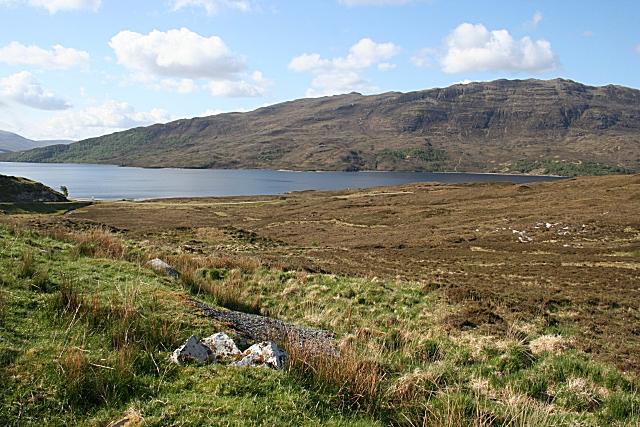
Die Doppeldiskordanz am Beinn Gharbh

Nach mariner Abtragung und leichter tektonischer Kippung der Torridon Group transgredierte im Unterkambrium die rund 270 Meter mächtige Ardvreck Group. Sie liegt diskordant der Torridon Group auf, kann aber auch bis auf das Grundgebirge heruntergreifen. So ist beispielsweise auf der Südseite des Loch Assynts eine so genannte Doppeldiskordanz zu beobachten, an der die Ardvreck Group sowohl die Torridonian Group als auch das unterlagernde Grundgebirge transgrediert. Die Ardvreck Group ist aus der liegenden Eriboll-Formation und der hangenden An-t-Sròn-Formation zusammengesetzt.

### Durness Group
Auf die überwiegend weißen, quarzarenitischen Ablagerungen der Ardvreck Group folgen sodann die karbonatischen Sedimente der Durness Group, die bis ins Ordovizium hineinreichen. Ihre Kalke und Dolomite bilden tieferliegende, begrünte Täler mit reicher Grasvegetation, die mit grauen karbonatischen Rücken abwechseln. Hier findet sich auch die ausgedehnteste Karstlandschaft Schottlands.
Die Sedimente der Durness Group sind aber bereits in die Moine Thrust Zone integriert und erscheinen unmittelbar hinter der Sole Thrust. Sie sind tektonisch intensivst zu kompliziert gebauten Duplex-Strukturen verschuppt.

## Späte magmatische Intrusiva

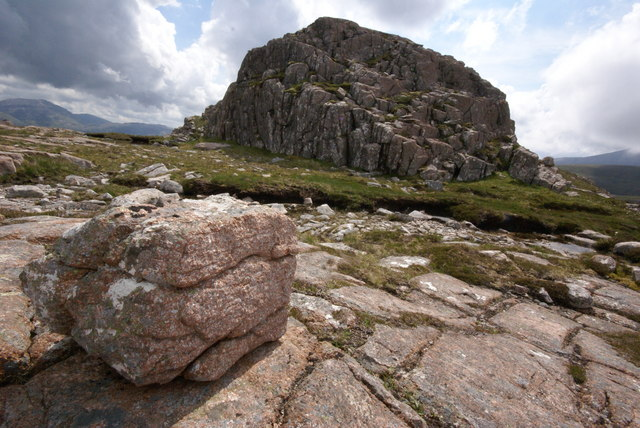
Gipfel des Beinn Gharbhs mit dem Canisp Porphyry

Eine Besonderheit des Assynt-Terrans sind die spätmagmatischen Intrusiva des Canisp Porphyry. Hierbei handelt es sich um einen porphyrischen, quarzhaltigen Mikrosyenit. Die Typlokalität befindet sich am Beinn Gharbh, weitere Vorkommen sind der namensverleihende Canisp und die Ostseite des Suilvens. Die Gesteine treten als bis zu 50 Meter dicke Lagergänge auf. Das Alter der Intrusiva ist noch nicht genau erfasst, sie sind aber älter als 430 Millionen Jahre, d. h. etwas älter als die Moine Thrust des Silurs. I. Parsons geht von einem oberordovizischen bis mittelsilurischen Alter aus.